# José Ramos Preto
José Ramos Preto (Louriçal do Campo, 1871 - 7 januari 1949) was een Portugees jurist en politicus tijdens de Eerste Portugese Republiek. Van 6 juni tot en met 26 juni 1920 was hij premier van Portugal.

## Levensloop
José Ramos Preto was een van de rijkste landbezitters van zijn geboortestad en had in Castelo Branco heel wat politieke invloed. Hij was rector in de plaatselijke middelbare school, burgerlijk gouverneur en vertegenwoordigde de stad in de Senaat. Toen premier António Maria Baptista op 6 juni 1920 tijdens een kabinetszitting een hartaanval kreeg en overleed, werd Ramos Preto tot zijn opvolger benoemd. Omdat het een overgangsregering was, nam zijn regering op 18 juni 1920 ontslag. Omdat het een moeilijke zoektocht was om een nieuwe premier te zoeken, bleef hij in functie tot en met 26 juni, waarna hij plaats maakte voor António Maria da Silva.